# Olivia Newton-John/Diskografie
Diese Diskografie ist eine Übersicht über die musikalischen Werke der britisch-australischen Sängerin Olivia Newton-John. Den Quellenangaben zufolge hat sie bisher mehr als 100 Millionen Tonträger verkauft. Ihre erfolgreichste Veröffentlichung ist das Soundtrack-Album Grease mit über 38 Millionen verkauften Einheiten.

## Alben

### Studioalben
| Jahr | Titel                                          | Höchstplatzierung, Gesamtwochen, AuszeichnungChartplatzierungen (Jahr, Titel, Platzierungen, Wochen, Auszeichnungen, Anmerkungen) | Höchstplatzierung, Gesamtwochen, AuszeichnungChartplatzierungen (Jahr, Titel, Platzierungen, Wochen, Auszeichnungen, Anmerkungen) | Höchstplatzierung, Gesamtwochen, AuszeichnungChartplatzierungen (Jahr, Titel, Platzierungen, Wochen, Auszeichnungen, Anmerkungen) | Höchstplatzierung, Gesamtwochen, AuszeichnungChartplatzierungen (Jahr, Titel, Platzierungen, Wochen, Auszeichnungen, Anmerkungen) | Höchstplatzierung, Gesamtwochen, AuszeichnungChartplatzierungen (Jahr, Titel, Platzierungen, Wochen, Auszeichnungen, Anmerkungen) | Anmerkungen                                                                                |
| Jahr | Titel                                          | DE | AT | CH | UK | US | Anmerkungen                                                                                |
| ---- | ---------------------------------------------- | --- | --- | --- | --- | --- | ------------------------------------------------------------------------------------------ |
| 1971 | If Not for You                                 | — | — | — | — | US158 (4 Wo.)US | Erstveröffentlichung: 1. November 1971                                                     |
| 1972 | Olivia                                         | — | — | — | — | — | Erstveröffentlichung: 11. August 1972                                                      |
| 1973 | Music Makes My Day (US-Titel: Let Me Be There) | — | — | — | UK37 (3 Wo.)UK | US54 Gold · (20 Wo.)US | Erstveröffentlichung: 20. März 1973                                                        |
| 1974 | Long Live Love                                 | — | — | — | UK40 (2 Wo.)UK | — | Erstveröffentlichung: Februar 1974                                                         |
| 1975 | Have You Never Been Mellow                     | — | — | — | UK37 (2 Wo.)UK | US1 Gold · (31 Wo.)US | Erstveröffentlichung: 12. Februar 1975                                                     |
| 1975 | Clearly Love                                   | — | — | — | — | US12 Gold · (22 Wo.)US | Erstveröffentlichung: 30. September 1975                                                   |
| 1976 | Come On Over                                   | — | — | — | UK49 (4 Wo.)UK | US13 Gold · (24 Wo.)US | Erstveröffentlichung: 29. Februar 1976                                                     |
| 1976 | Don’t Stop Believin’                           | — | — | — | — | US30 Gold · (28 Wo.)US | Erstveröffentlichung: 30. Oktober 1976                                                     |
| 1977 | Making a Good Thing Better                     | — | — | — | UK60 (1 Wo.)UK | US34 (16 Wo.)US | Erstveröffentlichung: 3. November 1977                                                     |
| 1978 | Totally Hot                                    | — | — | — | UK30 Gold · (14 Wo.)UK | US7 Platin · (39 Wo.)US | Erstveröffentlichung: 22. November 1978                                                    |
| 1981 | Physical                                       | DE30 (19 Wo.)DE | — | — | UK11 Gold · (22 Wo.)UK | US6 ×2Doppelplatin · (57 Wo.)US                                                                                                   | Erstveröffentlichung: 13. Oktober 1981                                                     |
| 1985 | Soul Kiss                                      | DE54 (3 Wo.)DE | — | — | UK66 (3 Wo.)UK | US29 Gold · (16 Wo.)US | Erstveröffentlichung: 25. Oktober 1985                                                     |
| 1988 | The Rumour                                     | — | — | — | — | US67 (9 Wo.)US | Erstveröffentlichung: 2. August 1988                                                       |
| 1989 | Warm and Tender                                | — | — | — | — | US124 (13 Wo.)US | Erstveröffentlichung: 9. September 1989                                                    |
| 1994 | Gaia: One Woman’s Journey                      | — | — | — | UK33 (4 Wo.)UK | — | Erstveröffentlichung: 26. Juli 1994                                                        |
| 1998 | Back with a Heart                              | — | — | — | — | US59 (6 Wo.)US | Erstveröffentlichung: 12. Mai 1998                                                         |
| 2000 | ’Tis the Season                                | — | — | — | — | — | Erstveröffentlichung: 1. September 2000 mit Vince Gill feat. The London Symphony Orchestra |
| 2002 | 2                                              | — | — | — | — | — | Erstveröffentlichung: 12. November 2002                                                    |
| 2004 | Indigo: Women of Song                          | — | — | — | UK27 (3 Wo.)UK | — | Erstveröffentlichung: 17. Oktober 2004                                                     |
| 2005 | Stronger Than Before                           | — | — | — | — | — | Erstveröffentlichung: 1. September 2005                                                    |
| 2006 | Grace and Gratitude                            | — | — | — | — | — | Erstveröffentlichung: 25. August 2006                                                      |
| 2007 | Christmas Wish                                 | — | — | — | — | US187 (1 Wo.)US | Erstveröffentlichung: 1. Oktober 2007                                                      |
| 2008 | A Celebration in Song                          | — | — | — | — | — | Erstveröffentlichung: 3. Juni 2008                                                         |
| 2012 | This Christmas                                 | — | — | — | — | — | Erstveröffentlichung: 9. November 2012 mit John Travolta                                   |
| 2016 | Liv On                                         | — | — | — | — | — | Erstveröffentlichung: 7. Oktober 2016 mit Amy Sky & Beth Nielsen Chapman                   |
| 2016 | Friends for Christmas                          | — | — | — | — | — | Erstveröffentlichung: 11. November 2016 mit John Farnham                                   |
| 2024 | Liv On                                         | — | — | — | — | — | Erstveröffentlichung: 7. Oktober 2016 mit Amy Sky & Beth Nielsen Chapman                   |
| 2024 | Angels in the Snow                             | — | — | — | — | — | Erstveröffentlichung: 13. Dezember 2024                                                    |

grau schraffiert: keine Chartdaten aus diesem Jahr verfügbar

### Livealben
- 1981: Love Performance
- 1998: Highlights from the Main Event (mit John Farnham und Anthony Warlow)
- 2000: One Woman’s Live Journe
- 2008: Olivia’s Live Hits
- 2015: Summer Nights Live in Las Vegas
- 2015: Two Strong Hearts Live (mit John Farnham)

### Kompilationen
| Jahr | Titel                                               | Höchstplatzierung, Gesamtwochen, AuszeichnungChartplatzierungen (Jahr, Titel, Platzierungen, Wochen, Auszeichnungen, Anmerkungen) | Höchstplatzierung, Gesamtwochen, AuszeichnungChartplatzierungen (Jahr, Titel, Platzierungen, Wochen, Auszeichnungen, Anmerkungen) | Höchstplatzierung, Gesamtwochen, AuszeichnungChartplatzierungen (Jahr, Titel, Platzierungen, Wochen, Auszeichnungen, Anmerkungen) | Höchstplatzierung, Gesamtwochen, AuszeichnungChartplatzierungen (Jahr, Titel, Platzierungen, Wochen, Auszeichnungen, Anmerkungen) | Höchstplatzierung, Gesamtwochen, AuszeichnungChartplatzierungen (Jahr, Titel, Platzierungen, Wochen, Auszeichnungen, Anmerkungen) | Anmerkungen                              |
| Jahr | Titel                                               | DE | AT | CH | UK | US | Anmerkungen                              |
| ---- | --------------------------------------------------- | --- | --- | --- | --- | --- | ---------------------------------------- |
| 1974 | If You Love Me, Let Me Know                         | — | — | — | — | US1 Gold · (61 Wo.)US | Erstveröffentlichung: 28. Mai 1974       |
| 1977 | Olivia Newton-John’s Greatest Hits                  | — | — | — | UK19 Platin · (9 Wo.)UK | US13 ×2Doppelplatin · (19 Wo.)US                                                                                                  | Erstveröffentlichung: Dezember 1977      |
| 1982 | Olivia’s Greatest Hits, Vol. 2                      | DE33 (5 Wo.)DE | — | — | UK8 Platin · (38 Wo.)UK | US16 ×2Doppelplatin · (86 Wo.)US                                                                                                  | Erstveröffentlichung: 3. September 1982  |
| 1992 | Back to Basics – The Essential Collection 1971–1992 | — | — | — | UK12 (6 Wo.)UK | US121 Gold · (8 Wo.)US | Erstveröffentlichung: 9. Juni 1992       |
| 2001 | Magic: The Very Best of Olivia Newton-John          | — | — | — | — | US150 (2 Wo.)US | Erstveröffentlichung: 11. September 2001 |
| 2001 | The Definitive Collection                           | — | — | — | UK11 Gold · (13 Wo.)UK | — | Erstveröffentlichung: 2001               |

grau schraffiert: keine Chartdaten aus diesem Jahr verfügbar
Weitere Kompilationen
| - 1973: Olivia Newton-John - 1974: First Impressions - 1975: I Love You, I Honestly Love You - 1976: Best Now - 1976: Crystal Lady - 1978: Best Now Vol. 2 - 1981: Retrato - 1982: Angel of the Morning - 1983: Heart Attack - 1985: Love Songs - 1989: Early Olivia - 1989: Greatest Hits – Big Artist Flash - 1990: The Best of Olivia Newton-John - 1990: Best Now - 1990: Banks of the Ohio - 1990: Best of the Best - 1991: Country Roads - 1991: Take Me Home Country Roads | - 1992: Olivia Newton John II - 1992: Twin Best Now - 1994: Olivia Newton-John: 48 Original Tracks (1971–1975) - 1995: Simply the Best – I Honestly Love You – Her Greatest Hits - 1995: Greatest Hits – Double Gold - 1996: World Tour in Concert - 1998: Olivia – The Singles – Australasian Tour Souvenir - 1998: Legend - 1998: Country Girl - 2001: Olivia Newton-John with John Travolta (mit John Travolta) - 2005: The Platinum Collection – The Very Best of Olivia Newton-John – 17 Original Greatest Hits - 2005: Gold - 2009: Christmas Carols - 2010: 40/40 〜 The Best Selection - 2012: Olivia – My Country - 2013: Icon - 2018: Hopelessly Devoted: The Hits |

### Soundtracks
| Jahr | Titel                                                   | Höchstplatzierung, Gesamtwochen, AuszeichnungChartplatzierungen (Jahr, Titel, Platzierungen, Wochen, Auszeichnungen, Anmerkungen) | Höchstplatzierung, Gesamtwochen, AuszeichnungChartplatzierungen (Jahr, Titel, Platzierungen, Wochen, Auszeichnungen, Anmerkungen) | Höchstplatzierung, Gesamtwochen, AuszeichnungChartplatzierungen (Jahr, Titel, Platzierungen, Wochen, Auszeichnungen, Anmerkungen) | Höchstplatzierung, Gesamtwochen, AuszeichnungChartplatzierungen (Jahr, Titel, Platzierungen, Wochen, Auszeichnungen, Anmerkungen) | Höchstplatzierung, Gesamtwochen, AuszeichnungChartplatzierungen (Jahr, Titel, Platzierungen, Wochen, Auszeichnungen, Anmerkungen) | Anmerkungen                                                                                  |
| Jahr | Titel                                                   | DE | AT | CH | UK | US | Anmerkungen                                                                                  |
| ---- | ------------------------------------------------------- | --- | --- | --- | --- | --- | -------------------------------------------------------------------------------------------- |
| 1978 | Grease: The Original Soundtrack from the Motion Picture | DE1 ×5Fünffachgold · (50 Wo.)DE                                                                                                   | AT1 Gold · (52 Wo.)AT | CH48 a Gold · (2 Wo.)CH | UK1 ×9Neunfachplatin · (47 Wo.)UK                                                                                                 | US1 ×8Achtfachplatin · (79 Wo.)US                                                                                                 | Erstveröffentlichung: 14. April 1978 mit John Travolta Soundtrack zum gleichnamigen Film     |
| 1980 | Xanadu                                                  | DE1 Gold · (30 Wo.)DE | AT1 (24 Wo.)AT | — | UK2 Gold · (17 Wo.)UK | US4 ×2Doppelplatin · (36 Wo.)US                                                                                                   | Erstveröffentlichung: 8. August 1980 Soundtrack zum Film Xanadu mit Electric Light Orchestra |

grau schraffiert: keine Chartdaten aus diesem Jahr verfügbar
Weitere Soundtracks
- 1983: Two of a Kind (mit John Travolta, US: Platin)
- 2001: Sordid Lives
- 2008: Sordid Lives – The Series
- 2012: A Few Best Men

### EPs
- 1973: Let Me Be There
- 1974: If You Love Me (Let Me Know)
- 1976: A Window to the Sky
- 1977: 4 Successos – Olivia Newton-John
- 1980: No puedo Evitarlo (mit Andy Gibb)
- 1983: Hopelessly Devoted to You
- 1989: Warm and Tender Is My Prayer for Our World
- 1992: DGC Sales Guide (mit Rich Mullins) (Promo)
- 1998: Grease (The Remix EP) (mit John Travolta)
- 1998: Back with a Heart – Interview CD
- 1998: Grease Is Still the Word (Radio PressKit) (mit John Travolta)
- 2002: 1 on (2) – Special + Promo’s (Interview)
- 2003: Take Charge of Your Health with the Liv Kit
- 2014: Hotel Sessions

## Singles

### Als Leadmusikerin
| Jahr | Titel Album                                                     | Höchstplatzierung, Gesamtwochen, AuszeichnungChartplatzierungen (Jahr, Titel, Album, Platzierungen, Wochen, Auszeichnungen, Anmerkungen) | Höchstplatzierung, Gesamtwochen, AuszeichnungChartplatzierungen (Jahr, Titel, Album, Platzierungen, Wochen, Auszeichnungen, Anmerkungen) | Höchstplatzierung, Gesamtwochen, AuszeichnungChartplatzierungen (Jahr, Titel, Album, Platzierungen, Wochen, Auszeichnungen, Anmerkungen) | Höchstplatzierung, Gesamtwochen, AuszeichnungChartplatzierungen (Jahr, Titel, Album, Platzierungen, Wochen, Auszeichnungen, Anmerkungen) | Höchstplatzierung, Gesamtwochen, AuszeichnungChartplatzierungen (Jahr, Titel, Album, Platzierungen, Wochen, Auszeichnungen, Anmerkungen) | Anmerkungen                                                         |
| Jahr | Titel Album                                                     | DE | AT | CH | UK | US | Anmerkungen                                                         |
| ---- | --------------------------------------------------------------- | --- | --- | --- | --- | --- | ------------------------------------------------------------------- |
| 1971 | If Not for You                                                  | — | — | — | UK7 (11 Wo.)UK | US25 (17 Wo.)US | Erstveröffentlichung: Februar 1971                                  |
| 1971 | Banks of the Ohio If Not for You                                | DE13 (11 Wo.)DE | — | — | UK6 Silber · (17 Wo.)UK | US94 (4 Wo.)US | Erstveröffentlichung: Oktober 1971                                  |
| 1972 | What Is Life Olivia                                             | — | — | — | UK16 (8 Wo.)UK | — | Erstveröffentlichung: Februar 1972                                  |
| 1972 | Take Me Home, Country Roads Let Me Be There                     | — | — | — | UK15 (13 Wo.)UK | — | Erstveröffentlichung: November 1972                                 |
| 1973 | Let Me Be There                                                 | — | — | — | — | US6 Gold · (19 Wo.)US | Erstveröffentlichung: Juli 1973                                     |
| 1974 | Long Live Love                                                  | — | — | — | UK11 (8 Wo.)UK | — | Erstveröffentlichung: 8. März 1974                                  |
| 1974 | I Honestly Love You If You Love Me Let Me Know                  | — | — | — | UK22 (11 Wo.)UK | US1 Gold · (36 Wo.)US | Erstveröffentlichung: April 1974                                    |
| 1974 | If You Love Me (Let Me Know) If You Love Me, Let Me Know        | DE37 (2 Wo.)DE | — | — | — | US5 Gold · (20 Wo.)US | Erstveröffentlichung: Juni 1974                                     |
| 1974 | Have You Never Been Mellow                                      | — | — | — | — | US1 Gold · (16 Wo.)US | Erstveröffentlichung: Dezember 1974                                 |
| 1975 | Please Mr. Please Have You Never Been Mellow                    | — | — | — | — | US3 Gold · (15 Wo.)US | Erstveröffentlichung: Mai 1975                                      |
| 1975 | Something Better to Do Clearly Love                             | — | — | — | — | US13 (11 Wo.)US | Erstveröffentlichung: August 1975                                   |
| 1975 | Let It Shine Clearly Love                                       | — | — | — | — | US30 (9 Wo.)US | Erstveröffentlichung: November 1975                                 |
| 1976 | Come On Over                                                    | — | — | — | — | US23 (12 Wo.)US | Erstveröffentlichung: März 1976                                     |
| 1976 | Don’t Stop Believin’                                            | — | — | — | — | US33 (9 Wo.)US | Erstveröffentlichung: Juli 1976                                     |
| 1976 | Every Face Tells a Story Don’t Stop Believin’                   | — | — | — | — | US55 (9 Wo.)US | Erstveröffentlichung: Oktober 1976                                  |
| 1977 | Sam Don’t Stop Believin’                                        | — | — | — | UK6 (11 Wo.)UK | US20 (13 Wo.)US | Erstveröffentlichung: Januar 1977                                   |
| 1977 | Making a Good Thing Better                                      | — | — | — | — | US87 (4 Wo.)US | Erstveröffentlichung: Juni 1977                                     |
| 1978 | You’re the One That I Want Grease O.S.T.                        | DE1 Gold · (35 Wo.)DE | AT2 (28 Wo.)AT | CH1 (22 Wo.)CH | UK1 Platin · (26 Wo.)UK | US1 Platin · (24 Wo.)US | Erstveröffentlichung: März 1978 mit John Travolta                   |
| 1978 | Hopelessly Devoted to You Grease O.S.T.                         | — | — | — | UK2 Gold · (11 Wo.)UK | US3 Platin · (19 Wo.)US | Erstveröffentlichung: Juni 1978                                     |
| 1978 | Summer Nights Grease O.S.T.                                     | DE4 (18 Wo.)DE | AT1 (12 Wo.)AT | CH7 (8 Wo.)CH | UK1 Platin · (19 Wo.)UK | US5 Gold · (16 Wo.)US | Erstveröffentlichung: Juli 1978 mit John Travolta                   |
| 1978 | A Little More Love Totally Hot                                  | DE34 (6 Wo.)DE | — | — | UK4 Silber · (12 Wo.)UK | US3 Gold · (20 Wo.)US | Erstveröffentlichung: November 1978                                 |
| 1979 | Totally Hot                                                     | — | — | — | — | US52 (6 Wo.)US | Erstveröffentlichung: Februar 1979                                  |
| 1979 | Deeper Than the Night Totally Hot                               | — | — | — | UK64 (3 Wo.)UK | US11 (13 Wo.)US | Erstveröffentlichung: April 1979                                    |
| 1979 | Dancin’ ’Round and ’Round Totally Hot                           | — | — | — | — | US82 (2 Wo.)US | Erstveröffentlichung: Juli 1979                                     |
| 1980 | I Can’t Help It After Dark                                      | — | — | — | — | US12 (13 Wo.)US | Erstveröffentlichung: März 1980 mit Andy Gibb                       |
| 1980 | Magic Xanadu                                                    | DE36 (10 Wo.)DE | AT20 (2 Wo.)AT | — | UK32 (7 Wo.)UK | US1 Gold · (23 Wo.)US | Erstveröffentlichung: Mai 1980                                      |
| 1980 | Xanadu                                                          | DE1 (29 Wo.)DE | AT1 (18 Wo.)AT | CH2 (14 Wo.)CH | UK1 Silber · (11 Wo.)UK | US8 (17 Wo.)US | Erstveröffentlichung: Juni 1980 mit Electric Light Orchestra        |
| 1980 | Suddenly Xanadu                                                 | — | — | — | UK15 (7 Wo.)UK | US20 (19 Wo.)US | Erstveröffentlichung: Oktober 1980 mit Cliff Richard                |
| 1981 | Physical                                                        | DE4 (21 Wo.)DE | AT7 (8 Wo.)AT | CH1 (11 Wo.)CH | UK7 Silber · (16 Wo.)UK | US1 Platin · (26 Wo.)US | Erstveröffentlichung: September 1981                                |
| 1982 | Landslide Physical                                              | — | — | — | UK18 (9 Wo.)UK | US52 (8 Wo.)US | Erstveröffentlichung: Januar 1982                                   |
| 1982 | Make a Move on Me Physical                                      | DE38 (8 Wo.)DE | — | — | UK43 (3 Wo.)UK | US5 (14 Wo.)US | Erstveröffentlichung: Januar 1982                                   |
| 1982 | Heart Attack Olivia’s Greatest Hits Vol. 2                      | DE51 (5 Wo.)DE | AT7 (10 Wo.)AT | — | UK46 (4 Wo.)UK | US3 (21 Wo.)US | Erstveröffentlichung: August 1982                                   |
| 1982 | Tied Up Olivia’s Greatest Hits Vol. 2                           | — | — | — | — | US38 (11 Wo.)US | Erstveröffentlichung: Dezember 1982                                 |
| 1983 | Twist of Fate Two of a Kind                                     | — | — | CH20 (6 Wo.)CH | UK57 (4 Wo.)UK | US5 (18 Wo.)US | Erstveröffentlichung: Oktober 1983                                  |
| 1984 | Livin’ in Desperate Times Two of a Kind                         | — | — | — | — | US31 (10 Wo.)US | Erstveröffentlichung: Januar 1984                                   |
| 1985 | Soul Kiss                                                       | — | — | — | UK100 (1 Wo.)UK | US20 (15 Wo.)US | Erstveröffentlichung: September 1985                                |
| 1986 | The Best of Me David Foster                                     | — | — | — | — | US80 (8 Wo.)US | Erstveröffentlichung: Mai 1986 mit David Foster                     |
| 1988 | The Rumour                                                      | DE36 (10 Wo.)DE | — | — | UK85 (2 Wo.)UK | US62 (6 Wo.)US | Erstveröffentlichung: August 1988                                   |
| 1990 | Grease Megamix –                                                | DE42 (8 Wo.)DE | AT26 (7 Wo.)AT | — | UK3 (10 Wo.)UK | — | Erstveröffentlichung: Dezember 1990 mit John Travolta               |
| 1991 | Grease – Dream Mix –                                            | — | — | — | UK47 (2 Wo.)UK | — | Erstveröffentlichung: März 1991 mit John Travolta und Frankie Valli |
| 1992 | I Need Love Back to Basics: The Essential Collection 1971–1992  | — | — | — | UK75 (1 Wo.)UK | US96 (2 Wo.)US | Erstveröffentlichung: Juni 1992                                     |
| 1998 | You’re the One That I Want (Martian Remix) Grease: The Remix EP | — | AT26 (12 Wo.)AT | CH34 (2 Wo.)CH | UK4 (11 Wo.)UK | — | Erstveröffentlichung: Juni 1998                                     |

grau schraffiert: keine Chartdaten aus diesem Jahr verfügbar
Weitere Singles
| - 1966: Till You Say You’ll Be Mine - 1972: Just a Little Too Much - 1975: Follow Me - 1976: Jolene - 1977: Don’t Cry for Me Argentina - 1983: Take a Chance (mit John Travolta) - 1985: Toughen Up - 1988: Can’t We Talk It Over in Bed - 1989: Reach Out for Me - 1989: When You Wish upon a Star - 1992: Deeper Than a River - 1994: No Matter What You Do - 1994: Don’t Cut Me Down | - 1998: I Honestly Love You (1998 version) - 1998: Back with a Heart - 1998: Precious Love - 2000: Dare to Dream (mit John Farnham) - 2000: Change of Heart (mit Jim Brickman) - 2001: Valentine (mit Jim Brickman) - 2006: Instrument of Peace - 2008: Angels in the Wings (feat. Jann Arden) - 2009: Hope Is Always Here (Helping Kids with Cancer) (mit David Foster) - 2010: Help Me to Heal - 2011: Magic (mit Wacci) - 2011: When You Wish Upon a Star (2011 Version) - 2021: Window in the Wall (mit Chloe Lattanzi) |

### Als Gastmusikerin
| Jahr | Titel Album                                     | Höchstplatzierung, Gesamtwochen, AuszeichnungChartplatzierungen (Jahr, Titel, Album, Platzierungen, Wochen, Auszeichnungen, Anmerkungen) | Höchstplatzierung, Gesamtwochen, AuszeichnungChartplatzierungen (Jahr, Titel, Album, Platzierungen, Wochen, Auszeichnungen, Anmerkungen) | Höchstplatzierung, Gesamtwochen, AuszeichnungChartplatzierungen (Jahr, Titel, Album, Platzierungen, Wochen, Auszeichnungen, Anmerkungen) | Höchstplatzierung, Gesamtwochen, AuszeichnungChartplatzierungen (Jahr, Titel, Album, Platzierungen, Wochen, Auszeichnungen, Anmerkungen) | Höchstplatzierung, Gesamtwochen, AuszeichnungChartplatzierungen (Jahr, Titel, Album, Platzierungen, Wochen, Auszeichnungen, Anmerkungen) | Anmerkungen                                                                |
| Jahr | Titel Album                                     | DE | AT | CH | UK | US | Anmerkungen                                                                |
| ---- | ----------------------------------------------- | --- | --- | --- | --- | --- | -------------------------------------------------------------------------- |
| 1995 | Had to Be Songs from Heathcliff                 | — | — | — | UK22 (4 Wo.)UK | — | Erstveröffentlichung: November 1995 Cliff Richard feat. Olivia Newton-John |
| 2010 | Physical Glee: The Music, Volume 3 Showstoppers | — | — | — | UK56 (1 Wo.)UK | US89 (1 Wo.)US | Erstveröffentlichung: Mai 2010 Glee Cast feat. Olivia Newton-John          |

Weitere Gastbeiträge
- 2014: I Touch Myself (mit I Touch Myself Project mit Olivia Newton-John)
- 2015: You Have to Believe (Dave Audé und Chloe Lattanzi mit Olivia Newton-John)

## Videoalben
| Jahr | Titel                          | Höchstplatzierung, Gesamtwochen, AuszeichnungChartplatzierungen (Jahr, Titel, Platzierungen, Wochen, Auszeichnungen, Anmerkungen) | Höchstplatzierung, Gesamtwochen, AuszeichnungChartplatzierungen (Jahr, Titel, Platzierungen, Wochen, Auszeichnungen, Anmerkungen) | Höchstplatzierung, Gesamtwochen, AuszeichnungChartplatzierungen (Jahr, Titel, Platzierungen, Wochen, Auszeichnungen, Anmerkungen) | Höchstplatzierung, Gesamtwochen, AuszeichnungChartplatzierungen (Jahr, Titel, Platzierungen, Wochen, Auszeichnungen, Anmerkungen) | Höchstplatzierung, Gesamtwochen, AuszeichnungChartplatzierungen (Jahr, Titel, Platzierungen, Wochen, Auszeichnungen, Anmerkungen) | Anmerkungen                |
| Jahr | Titel                          | DE | AT | CH | UK | US | Anmerkungen                |
| ---- | ------------------------------ | --- | --- | --- | --- | --- | -------------------------- |
| 2008 | Live at the Sydney Opera House | — | — | — | UK44 (1 Wo.)UK | — | Erstveröffentlichung: 2008 |

Weitere Videoalben
- 1978: Olivia
- 1982: Olivia Physical (US: Gold)
- 1983: Twist of Fate
- 1983: Olivia in Concert (US: Gold)
- 1985: Soul Kiss
- 1989: Olivia Down Under
- 1999: The Main Event
- 2005: Video Gold I
- 2005: Video Gold II
- 2005: Video Gold I & II
- 2015: Two Strong Hearts Live

## Boxsets
- 1983: Olivia Newton-John – Box (inkl. 10 LPs, Fotoalbum, Songbook und Interview-Single)
- 2010: 40th Anniversary Collection (Box mit 10 CDs + DVD)

## Statistik

### Chartauswertung
|                     | DE    | AT    | CH    | UK     | US     |
| ------------------- | ----- | ----- | ----- | ------ | ------ |
| Nummer-eins-Alben   | DE2DE | AT2AT | CH—CH | UK1UK  | US3US  |
| Top-10-Alben        | DE2DE | AT2AT | CH—CH | UK3UK  | US6US  |
| Alben in den Charts | DE5DE | AT2AT | CH1CH | UK16UK | US21US |

|                       | DE     | AT    | CH    | UK     | US     |
| --------------------- | ------ | ----- | ----- | ------ | ------ |
| Nummer-eins-Singles   | DE2DE  | AT2AT | CH2CH | UK3UK  | US5US  |
| Top-10-Singles        | DE4DE  | AT5AT | CH4CH | UK11UK | US15US |
| Singles in den Charts | DE12DE | AT8AT | CH6CH | UK28UK | US37US |

|                          | DE    | AT    | CH    | UK    | US    |
| ------------------------ | ----- | ----- | ----- | ----- | ----- |
| Nummer-eins-Videoalben   | DE—DE | AT—AT | CH—CH | UK—UK | US—US |
| Top-10-Videoalben        | DE—DE | AT—AT | CH—CH | UK—UK | US—US |
| Videoalben in den Charts | DE—DE | AT—AT | CH—CH | UK1UK | US—US |

### Auszeichnungen für Musikverkäufe
| Land/RegionAuszeichnungen für Musikverkäufe (Land/Region, Auszeichnungen, Verkäufe, Quellen) | Silber     | Gold       | Platin         | Diamant     | Verkäufe   | Quellen                       |
| -------------------------------------------------------------------------------------------- | ---------- | ---------- | -------------- | ----------- | ---------- | ----------------------------- |
| Australien (ARIA)                                                                            | —          | 8× Gold8   | 34× Platin34   | —           | 2.702.500  | aria.com.au                   |
| Belgien (BRMA)                                                                               | —          | Gold1      | —              | —           | 40.000     | ultratop.be                   |
| Brasilien (PMB)                                                                              | —          | Gold1      | —              | —           | 100.000    | Einzelnachweise               |
| Dänemark (IFPI)                                                                              | —          | Gold1      | 8× Platin8     | —           | 275.000    | ifpi.dk                       |
| Deutschland (BVMI)                                                                           | —          | 3× Gold3   | 2× Platin2     | —           | 2.250.000  | musikindustrie.de             |
| Europa (IFPI)                                                                                | —          | Gold1      | —              | —           | (500.000)  | Einzelnachweise               |
| Finnland (IFPI)                                                                              | —          | —          | —              | —           | 40.000     | Einzelnachweise               |
| Frankreich (SNEP)                                                                            | —          | 2× Gold2   | Platin1        | —           | 3.300.000  | infodisc.fr snepmusique.com   |
| Hongkong (IFPI/HKRIA)                                                                        | —          | 3× Gold3   | 2× Platin2     | —           | 70.000     | ifpihk.org                    |
| Italien (FIMI)                                                                               | —          | 3× Gold3   | Platin1        | —           | 160.000    | fimi.it                       |
| Japan (RIAJ)                                                                                 | —          | 13× Gold13 | —              | —           | 1.150.000  | riaj.or.jp                    |
| Kanada (MC)                                                                                  | —          | 12× Gold12 | 22× Platin22   | Diamant1    | 4.065.000  | musiccanada.com               |
| Neuseeland (RMNZ)                                                                            | —          | 6× Gold6   | 6× Platin6     | —           | 442.500    | aotearoamusiccharts.co.nz NZ2 |
| Niederlande (NVPI)                                                                           | —          | Gold1      | Platin1        | —           | 1.200.000  | nvpi.nl                       |
| Norwegen (IFPI)                                                                              | —          | —          | Platin1        | —           | 250.000    | ifpi.no                       |
| Österreich (IFPI)                                                                            | —          | Gold1      | —              | —           | 70.000     | ifpi.at                       |
| Schweden (IFPI)                                                                              | —          | —          | —              | —           | 150.000    | Einzelnachweise               |
| Schweiz (IFPI)                                                                               | —          | Gold1      | —              | —           | 25.000     | hitparade.ch                  |
| Singapur (RIAS)                                                                              | —          | Gold1      | —              | —           | 17.000     | Einzelnachweise               |
| Spanien (Promusicae)                                                                         | —          | Gold1      | 4× Platin4     | —           | 390.000    | elportaldemusica.es ES2       |
| Vereinigte Staaten (RIAA)                                                                    | —          | 18× Gold18 | 17× Platin17   | Diamant1    | 40.700.000 | riaa.com                      |
| Vereinigtes Königreich (BPI)                                                                 | 4× Silber4 | 6× Gold6   | 13× Platin13   | —           | 8.994.932  | bpi.co.uk                     |
| Insgesamt                                                                                    | 4× Silber4 | 83× Gold83 | 112× Platin112 | 2× Diamant2 |            |                               |